# Rudnaja Pristaň
Rudnaja Pristaň (rusky Рудная Пристань je vesnice (do roku 2004 sídlo městského typu) v Dalněgorském městském okruhu v Přímořském kraji v dálněvýchodním Rusku. Sídlo leží u ústí řeky Rudnaja (dříve Tetjuche, rusky Тетюхе) do stejnojmenného zálivu Japonského moře ve vzdálenosti 35 km na východ od Dalněgorsku. V roce 2010 zde žilo 2107 obyvatel. Vesnice se nachází v oblasti se studenými suchými zimami a vlhkými a teplými léty. Hlavními místními pamětihodnostmi jsou mořský ostrůvek Dva brata (Dva bratři) s dvěma skalními pilíři a maják na Brinnerově mysu. Název vsi lze do češtiny přeložit jako Rudné přístaviště.

## Historie
Osada byla jako osídlené místo uváděna od roku 1927. Od roku 1930 až do 40. let 20. století se sídlo jmenovalo Plavzavod (Плавзавод) podle produkce místního závodu, od roku 1945 Tetjuche-Přístav (Тетюхе-Пристань, což v překladu původně čínského označení znamená "přístav kraje divokých prasat"). Na počátku 70. let byl přejmenován napřed záliv na Rudnaja a v roce 1972 také obec na nový název Rudnaja Pristaň.  

## Ohrožení životního prostředí
Oblast přístavu Rudnaja Pristaň a zálivu Rudnaja (do roku 1972 záliv Tetjuche, rusky Тетюхе) je poznamenána dlouhodobou ekologickou zátěží, způsobenou zdejším průmyslem, zejména činnostní rudního kombinátu Dalpolimetall ( Дальневосточный горно-металлургический комбинат «Дальполиметалл»). Tento závod, zaměření na zpracování olověných, stříbrných a dalších rud, byl vybudován u ústí řeky Tetjuche v letech 1929/1930 anglickou firmou Brinner & Co. Součástí výstavby závodu bylo rovněž vybudování Dalněgorské úzkorozchodné dráhy Dalněgorsk - Rudnaja Pristaň. 
Závod na produkci olova je zastaralý, v současnosti se v něm zpracovávají především použité akumulátory. Půda v údolí řeky Rudnaja, kde žije kolem 40 000 obyvatel, a samotné území obce Rudnaja Pristaň, je zamořena olovem a dalšími těžkými kovy. V roce 2006 newyorský Blacksmithův institut (roku 2015 byl přejmenován na Pure Earth) v přehledu nejznečištěnějších míst planety uvedl Rudnuju Pristaň spolu s takovými místy, jako je Černobyl, Norilsk nebo Dzeržinsk. 

### Externí odkazy

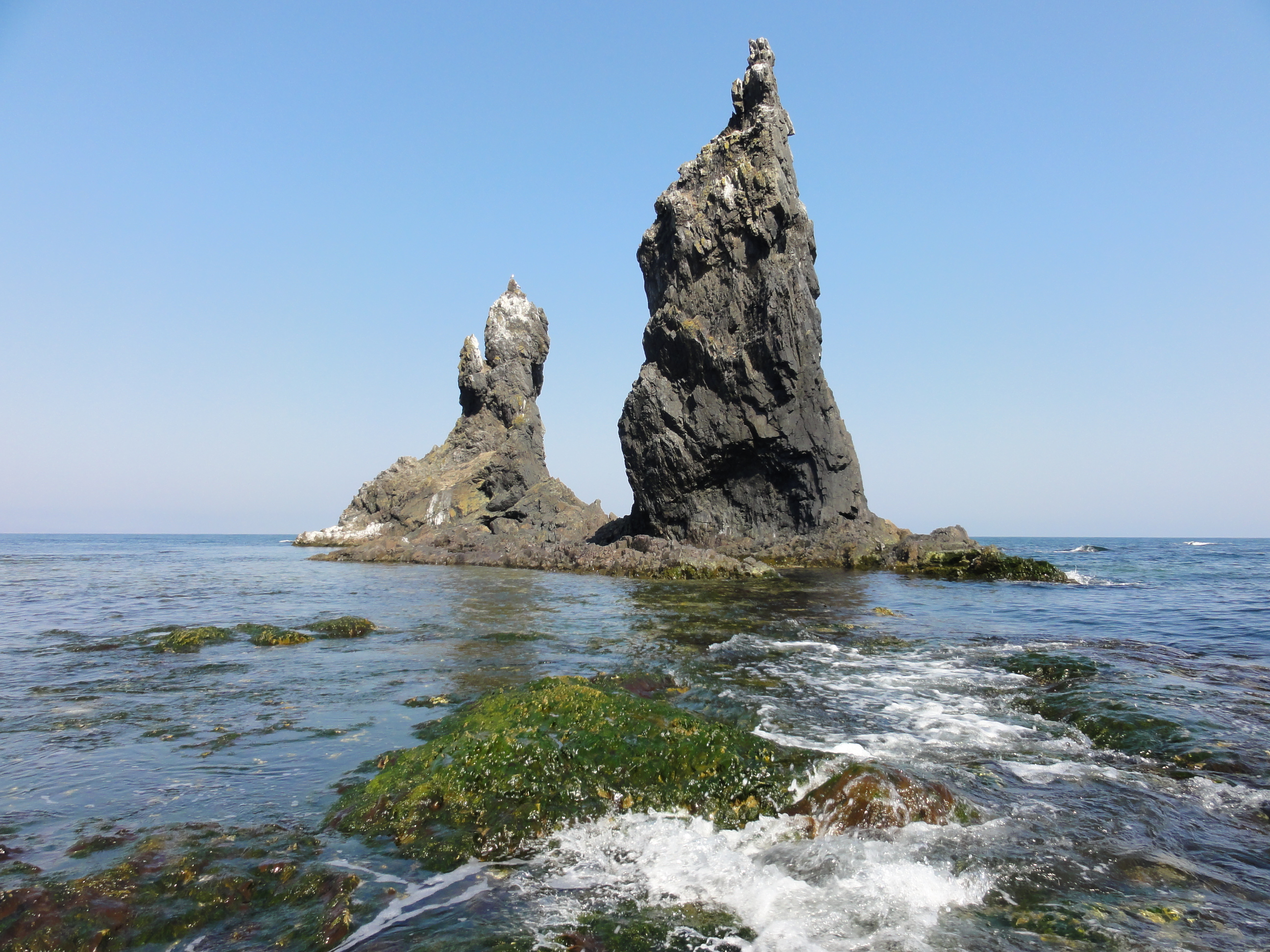
Ostrov Dva brata se dvěma skalními útesy v zálivu Rudnaja poblíž Brinnerova mysu